# Штуммер
Штуммер (пол. Stummer) — дворянский род.
Иван Штуммер (пол. Jan Chrzciciel Szymon Stummer‎; 1784—1845), герба Радзислав, 02.10.1839 жалован дипломом на потомственное дворянское достоинство Царства Польского.

## Описание герба
Щит пересечён и рассечён. Сверху, в правом серебряном поле — пчела, в левом золотом — на стебле цветок с листами, в нижнем голубом поле — лебедь.
Щит увенчан дворянскими шлемом и короной. Нашлемник: три страусовых пера, на которых серебряная звезда. Намёт на щите голубой, подложенный серебром и золотом.